# الأسود بن يزيد النخعي
أبو عمرو الأسود بن يزيد النخعي (المتوفي سنة 75 هـ) تابعي كوفي، وأحد رواة الحديث النبوي.

## سيرته
ينتمي أبو عمرو الأسود بن يزيد بن قيس بن عبد الله بن مالك إلى أسرة من النخع أحد بطون قبيلة مذحج باليمن، وعمه علقمة بن قيس وأخوه عبد الرحمن وابنه عبد الرحمن وابن أخته إبراهيم بن يزيد النخعي جميعهم في عداد التابعين. أدرك الأسود الجاهلية، وأسلم لكنه لم يلق النبي محمد، إلا أنه سمع من مبعوثه إلى اليمن معاذ بن جبل، وتفقّه على يديه.
قال ابن سعد إن الأسود بن يزيد "سمع مِن معاذ بن جبل في اليمن قبل أن يهاجر".
انتقل الأسود بعدئذ إلى الكوفة، وأقام فيها، وعُرف عنه اجتهاده في العبادة، فذُكر أنه كان يصوم الدهر، دائم الترحال للحج والعمرة حتى أحصوها ثمانين بين حج وعمرة. وقال عامر الشعبي عن عبادته: «كان صوامًا قوامًا حجّاجًا».
وقال فيه العجليّ: "كوفيّ جاهليّ ثقة، رجل صالح فقيه".
وقد توفي الأسود بن يزيد سنة 75 هـ بالكوفة.

## قراءة القرآن
قرأ الأسود بن يزيد النخعي القرآن على عبد الله بن مسعود، وتلاه عليه يحيى بن وثاب وإبراهيم بن يزيد النخعي وأبو إسحاق السبيعي. وكان الأسود مجتهدًا في قراءة القرآن، فكان يختمه في رمضان في كل ليلتين، ولا ينام سوى بين المغرب والعشاء، وكان يختم القرآن في غير رمضان في كل ست ليال.

## روايته للحديث النبوي
- روى عن: معاذ بن جبل وبلال بن رباح وعبد الله بن مسعود وعائشة بنت أبي بكر وحذيفة بن اليمان[4] وأبي بكر الصديق وعمر بن الخطاب وعلي بن أبي طالب وسلمان الفارسي وأبي موسى الأشعري[3] ومعقل بن سنان الأشجعي وأبي السنابل بن بعكك وأبي محذورة الجمحي وأبي معقل الأسدي وفاطمة بنت سعد وأم سلمة.[5]
- روى عنه: ابنه عبد الرحمن بن الأسود النخعي وأخوه عبد الرحمن بن يزيد النخعي وابن أخته إبراهيم بن يزيد النخعي وعمارة بن عمير وأبو إسحاق السبيعي وعامر الشعبي[4] وإبراهيم بن سويد النخعي وأشعث بن أبي الشعثاء ورياح بن الحارث النخعي وأبو فاختة سعيد بن علاقة والضحاك بن مزاحم وكثير بن مدرك ومحارب بن دثار والمسيب بن رافع وأبو بردة بن أبي موسى الأشعري وأبو حسان الأعرج.[5]
- الجرح والتعديل: قال عنه شعبة بن الحجاج: «هذا رأس مال أهل الكوفة»،[7] وقد وثّقه أحمد بن حنبل ويحيى بن معين[5] وابن سعد،[7] كما روى له الجماعة.[5]